# Estação Porto
A Estação Porto é uma das estações do VLT da Baixada Santista, situada em Santos, seguida da Estação Conselheiro Nébias. Administrada pela ARTESP, é uma das estações terminais do sistema.
Foi inaugurada em 31 de janeiro de 2017. Localiza-se no cruzamento da Avenida Senador Dantas com a Avenida Conselheiro Rodrigues Alves. Atende o bairro do Macuco, situado na Área Central da cidade.